# Adine
Adine è una frazione del comune italiano di Gaiole in Chianti, nella provincia di Siena, in Toscana.

## Storia
Il territorio di Adine pare essere già frequentato in epoca romana, in seguito ad alcuni scavi che hanno portato alla luce una necropoli in località Pozza dei Morti, a testimonianza che qui sorgeva un insediamento.  La prima menzione del borgo di Adine risale al 27 gennaio 1070, citata in una cartula offersionis dell'abbazia di Coltibuono. Nel corso dell'XI secolo è documentata in vari documenti come villaggio rurale a vocazione agricola, essendo citate «casas, terras et vineas» (case, terreni coltivati e vigneti). Nel XII secolo il villaggio raggiunge lo status di "popolo" in seguito alla costruzione di una chiesa, inserito nel piviere di San Polo in Rosso. Nel Catasto fiorentino del 1427, il borgo contava 19 abitanti, facenti parte di due facoltose famiglie di piccoli proprietari terrieri. Adine è ricordata anche in una delle tavole delle Mappe di Popoli e Strade realizzate dalla magistratura fiorentina alla fine del XVI secolo. Nel XIX secolo è ricordato come possedimento della famiglia Pianigiani, così come il vicino borgo di Ama. Tuttavia, nel corso del XX secolo, Adine andò incontro ad un progressivo abbandono e spopolamento, tanto che oggi è stato in buona parte trasformato a fini turistici in paese-albergo.

## Monumenti e luoghi d'interesse
- Chiesa di Sant'Andrea, antica chiesetta posta al centro del borgo, risale al XII secolo e si presenta in stile romanico. È inserita nel territorio parrocchiale di San Polo in Rosso.[2]
- Fattoria di Adine, storico edificio risalente al XVI secolo, è costituito da un corpo centrale, l'antica villa padronale, e da altri annessi che sono stati aggiunti negli anni tra la fine del XIX e gli inizi del XX secolo.[2]

## Geografia antropica
Il borgo di Adine è situato nelle vicinanze di un altro importante villaggio medievale, quello di Ama, e possiede nel proprio territorio altre due località minori: La Mandria e San Bastiano. Nella località di San Bastiano è situata una pregevole cappella gentilizia dedicata al santo.